# گنبد کلیدر
گنبد کلیدر (بقعه کلیدر) مربوط به سدهٔ ۸ ه.ق است و در شهرستان نیشابور، روستای کلیدر، بخش سر ولایت واقع شده و این اثر در تاریخ ۲۳ مرداد ۱۳۷۸ با شمارهٔ ثبت ۲۳۷۸ به‌عنوان یکی از آثار ملی ایران به ثبت رسیده است.